# Oncopsis minor
Oncopsis minor är en insektsart som beskrevs av Fitch 1851. Oncopsis minor ingår i släktet Oncopsis och familjen dvärgstritar. Utöver nominatformen finns också underarten O. m. terranovae.